# (32730) 1951 RX
(32730) 1951 RX és un asteroide descobert per Karl Wilhelm Reinmuth des de l'Observatori de Heidelberg-Königstuhl, Alemanya en el 4 de setembre de 1951.